# Шёнборн (Пфальц)
Шёнборн (нем. Schönborn) — община в Германии, в земле Рейнланд-Пфальц.
Входит в состав района Доннерсберг. Подчиняется управлению Роккенхаузен. Население составляет 127 человек (на 31 декабря 2010 года). Занимает площадь 2,61 км².